# Саут Вајнмонт (Алабама)
Саут Вајнмонт (енгл. South Vinemont) град је у америчкој савезној држави Алабама. По попису становништва из 2010. у њему је живело 749 становника.

## Демографија
Према попису становништва из 2010. у граду је живело 749 становника, што је 324 (76,2%) становника више него 2000. године.
| Група             | 2000.       | 2010.       |
| Белци             | 390 (91,8%) | 545 (72,8%) |
| Афроамериканци    | 2 (0,5%)    | 1 (0,1%)    |
| Азијати           | 0 (0,0%)    | 15 (2,0%)   |
| Хиспаноамериканци | 17 (4,0%)   | 177 (23,6%) |
| Укупно            | 425         | 749         |